# Арутюнян, Гегам
Гегам Арутюнян (арм. Գեղամ Հարությունյան; род. 23 августа 1990, Ереван) — армянский футболист, нападающий.

## Клубная карьера
Во взрослом футболе дебютировал в 2011 году за команду «Улисс», в которой провел три сезона, приняв участие в 37 матчах чемпионата. В 2014 году стал игроком «Гандзасара». В составе клуба из Капана был одним из главных бомбардиров команды, в которой играл на протяжении семи лет с небольшим перерывом в полгода, сыграв в 136 матчей первенства и отметившись 52 забитыми мячами. В составе команды в 2018 году стал обладателем Кубка Армении. В 2018 году 5 месяцев играл в аренде в казахском клубе «Шахтёр» из Караганды.
В середине 2021 года Арутюнян стал игроком клуба «Ноа». 

## Достижения

### «Гандзасар»
- Серебряный призёр чемпионата Армении: 2016/17
- Обладатель Кубка Армении: 2017/18

### «Ноа»
- Серебряный призёр чемпионата Армении: 2020/21